# Дред
 Тази статия е за филма от 2012 г..  За филма от 1995 г. вижте Съдия Дред.  
„Дред“ (на английски: Dredd) е научнофантастичен екшън филм от 2012 г., режисиран от Пийт Травис, по сценарий на Алекс Гарланд.
Базиран е на персонажа Съдия Дред от комиксите „2000 AD“. Сюжетът не е свързан с този в американския филм „Съдия Дред“ от 1995 г.

## Сюжет
В едно антиутопично бъдеще САЩ са се превърнали в постапокалипична пустиня. В метрополиса Мега Сити Едно, дом на 800 милиона души и 17 000 престъпления всеки ден, Съдиите са единствените грижещи се за опазването на реда. Дред и Касандра Андерсън се оказват затворени в 200-етажен блок, контролиран от престъпната организация на Маделин Мадригал – Ма-Ма.

## Актьорски състав
| Актьор        | Роля                     |
| ------------- | ------------------------ |
| Карл Ърбан    | Дред                     |
| Оливия Търлби | Касандра Андерсън        |
| Лина Хийди    | Ма-Ма (Маделин Мадригал) |
| Ууд Харис     | Кей                      |
| Донал Глийсън | компютърен експерт       |

## Награди и номинации
| Награда | Категория                                    | Номиниран(и)                                 | Резултат  |
| ------- | -------------------------------------------- | -------------------------------------------- | --------- |
| Емпайър | Най-добър 3D филм                            | Най-добър 3D филм                            | награда   |
| Емпайър | Най-добър научнофантастичен или фентъзи филм | Най-добър научнофантастичен или фентъзи филм | номинация |
| Емпайър | Най-добър британски филм                     | Най-добър британски филм                     | номинация |